# Filipijnse verkiezingen 1935
Op 15 september 1935 werden de Filipijnse verkiezingen van 1935 georganiseerd. Bij deze eerste verkiezingen sinds de inwerkingtreding van de Tydings-McDuffie Act werd gekozen voor een president en vicepresident van het Gemenebest van de Filipijnen. Tevens konden de stemgerechtigden de leden van een nieuw te vormen Nationaal Assemblee kiezen en werden verkiezingen op lokaal niveau gehouden. De eerste presidentsverkiezingen werden gewonnen door Manuel Quezon. Hij versloeg uitdagers Emilio Aguinaldo en Gregorio Aglipay. Sergio Osmeña won de verkiezingen voor vicepresident. De Nacionalista Party, de partij van zowel Quezon als Osmeña, won ook het grootste deel van de zetels in het Nationaal Assemblee.

## Resultaten

### Presidentsverkiezingen

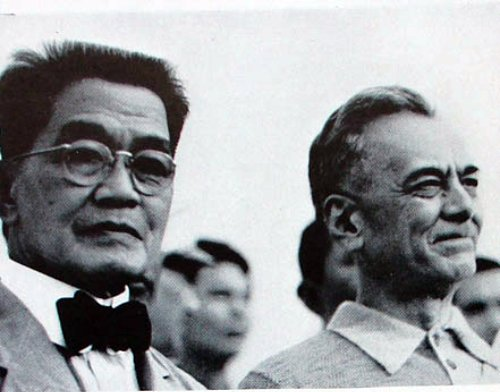
Aguinaldo (links) Quezon in 1935

Aan eerste presidentsverkiezingen voor het gemenebest van de Filipijnen deden drie kandidaten mee. Voorafgaand aan de verkiezingen hadden de twee fracties van de Nacionalista Party zich na enkele maanden onderhandelen weer herenigd. Op 16 juni 1935 werden Manuel Quezon en Sergio Osmeña voorgedragen als gezamenlijke kandidaten voor respectievelijk het presidentschap en vicepresidentschap. Als uitdagers voor het presidentschap dienden zich twee helden van de Filipijnse revolutie aan: generaal Emilio Aguinaldo en bisschop Gregorio Aglipay. De verkiezingen werden echter zoals verwacht gewonnen door Quezon. In de provincie Cavite behaalde Aguinaldo de meeste stemmen en in Ilocos Norte en Nueva Vizcaya was Aglipay de winnaar. In de overige 47 provincies behaalde Quezon het meeste stemmen. Aguinaldo verklaarde na het tellen van de stemmen dat er sprake zou zijn geweest van verkiezingsfraude, maar weigerde gehoor te geven aan een oproep van de verkiezingscommissies van het Filipijns Congres om het bewijs daarvoor te leveren. Een grote geplande demonstratie tijdens de inauguratie van Quezon op 15 november 1935 werd uiteindelijk afgeblazen nadat gouverneur-generaal van de Filipijnen Murphy waarschuwde dat hij niet zou schuwen om geweld te gebruiken.
| Presidentsverkiezingen 1935         | Presidentsverkiezingen 1935         | Presidentsverkiezingen 1935         | Presidentsverkiezingen 1935 | Presidentsverkiezingen 1935 |
| Kandidaat                           | Partij                              | Partij                              | Resultaten                  | Resultaten                  |
| Kandidaat                           | Partij                              | Partij                              | Stemmen                     | %                           |
| ----------------------------------- | ----------------------------------- | ----------------------------------- | --------------------------- | --------------------------- |
| Manuel Quezon                       |                                     | Coalicion Nacionalista              | 695.332                     | 67,98%                      |
| Emilio Aguinaldo                    |                                     | National Socialist Party            | 179.349                     | 17,53                       |
| Gregorio Aglipay                    |                                     | Republican Party                    | 148.010                     | 14,47                       |
| Pascual Racuyal                     |                                     | Onafhankelijk                       | 158                         | 0,02                        |
| Aantal uitgebrachte geldige stemmen | Aantal uitgebrachte geldige stemmen | Aantal uitgebrachte geldige stemmen | 1.021.445                   | 98,89%                      |
| Aantal stemmen                      | Aantal stemmen                      | Aantal stemmen                      | 1.022.849                   | 63,93%                      |
| Registreerde stemmers               | Registreerde stemmers               | Registreerde stemmers               | 1.600.000                   | 100,00%                     |

### Vicepresidentsverkiezingen
| Kandidaat        | Politieke partij       | Aantal stemmen | %     |
| ---------------- | ---------------------- | -------------- | ----- |
| Sergio Osmeña    | Coalicion Nacionalista | 812.352        | 86,91 |
| Raymundo Melliza | Onafhankelijk          | 70.899         | 7,59  |
| Norberto Nabong  | Onafhankelijk          | 51.443         | 5,50  |
|                  |                        |                |       |

### Verkiezingen Nationaal Assemblee
Samenvatting van de uitslag van de verkiezingen voor het Nationaal Assemblee
| Partij / coalitie             | %     | zetels |
| ----------------------------- | ----- | ------ |
| Nacionalista (Quezon vleugel) | 65,31 | 64     |
| Nacionalista (Osmeña vleugel) | 19,39 | 19     |
| Onafhankelijk                 | 15,30 | 15     |
| bron: Assembly of the Nation  |       |        |